# La Lola nos lleva al huerto
La Lola nos lleva al huerto es una película de comedia española de 1984 escrita y dirigida por Mariano Ozores, y protagonizada por Andrés Pajares y Fernando Esteso. Esta fue la última de las nueve películas que Pajares y Esteso protagonizaron juntos.

## Argumento
Ataúlfo (Andrés Pajares) y Paco (Fernando Esteso) son dos viejos amigos, que comparten su afición por la música regional, participando en la agrupación local de coros y danzas. Sin embargo, ambos se ven envueltos en un tremendo lío cuando Lola (Susana Blázquez) confiesa a uno y otro que es el padre del hijo que espera, aunque en realidad ni ella misma lo sabe. Ninguno de los dos desea realmente responsabilizarse del niño e inventan excusas peregrinas para distanciarse de la joven. Ésta, sintiéndose desamparada, decide ingresar en una secta religiosa. Ataúlfo y Paco deciden entonces asumir sus responsabilidades y se infiltran en la secta para ayudar a Lola.

## Reparto
| Intérprete         | Personaje                |
| ------------------ | ------------------------ |
| Andrés Pajares     | Ataulfo Tovar            |
| Fernando Esteso    | Paco Andújar             |
| Antonio Ozores     | Miguel                   |
| Antonio Gamero     | Bharati Rama             |
| Emilio Fornet      | Don Rodolfo              |
| Rafael Hernández   | Ramón                    |
| Luisa Armenteros   | Antonia                  |
| Charles Emanuel    | Porfirio                 |
| María Elena Flores | Doña Felisa              |
| Pilar Bardem       | Esposa del Subsecretario |
| Emma Ozores        | Monja 1                  |
| María Álvarez      | Martirio                 |
| Lucía Peralta      | Gloria                   |
| María Bauza        | Amante de Paco           |
| Victoria Tejela    | Vendedora Prenatal       |
| Carmen Carrión     | Angustias                |
| Tomás Gayo         | Macarra                  |
| Magdalena Gero     | Monja 2                  |
| Susana Bequer      | Lola                     |
| Juanito Navarro    | Subsecretario            |
| Agustín Bescós     | Espectador en coro       |

## ¿Dónde se rodó?
Madrid
- Datos: Q5964084